# Lago Manuel Rodríguez
El lago Manuel Rodríguez es un cuerpo superficial de agua léntico ubicado en la península de Taitao de la comuna de Aysén, en la Provincia de Aysén, en la Región de Aysén del General Carlos Ibáñez del Campo.

## Ubicación y descripción
Este lago está consignado en el inventario público de lagos de Chile publicado por la Dirección General de Aguas del Ministerio de Obras Públicas de Chile con el código BNA 11458093-7 , las coordenadas 46°27'S y 75°15'W, un espejo de agua de 11 km² y sin uso autorizado.

## Población, economía y ecología
El lago está ubicado dentro de los límites del parque nacional Laguna San Rafael.